# Xã Covington, Quận Washington, Illinois
Xã Covington (tiếng Anh: Covington Township) là một xã thuộc quận Washington, tiểu bang Illinois, Hoa Kỳ. Năm 2010, dân số của xã này là 418 người.